# Tirns
Tirns (Fries: Turns) is een dorp in de gemeente Súdwest-Fryslân, in de Nederlandse provincie Friesland. Tirns ligt tussen Sneek en Roodhuis aan de Franekervaart. In 2023 telde het dorp 185 inwoners. Onder het dorp valt ook de buurtschap Anneburen.

## Geschiedenis
Het dorp is ontstaan op een terp in de zuidelijke Hemdijk van de Middelzee. Van de terp is weinig meer terug te vinden. In de 13e eeuw werd de plaats vermeld als Terdenghe, 1415 als Terense, in 1473 als Tyrnse, in 1482 als Derdenge, in 1482 als Ternsle, in 1492 als Tyrns en 1516 als Tirns. De plaatsnaam zou afgeleid zijn van de persoon Teerd.
Van 1406 tot en met 1572 stond bij Tirns het klooster Thabor. Dit klooster stond op een andere terp. De boerderij op deze terp is nog herkenbaar. Tot 2011 behoorde Tirns tot de voormalige gemeente Wymbritseradeel.

## Kerk
De huidige kerk van Tirns is een hervormde kerk uit 1699. De driezijdig gesloten zaalkerk werd ter vervanging een oudere kerk die gewijd was aan de heilige Lambertus door Oeds Yges gebouwd, in opdracht van grietman Burmania. De westgevel van de kerk en de geveltoren met opengewerkt achtkant en koepeldak dateren uit 1827.

## Molen
Ten zuidoosten van het dorp staat een uit 1922 daterende Amerikaanse windmotor, die in 2001 werd aangewezen als rijksmonument.

## Sport
De kaatsvereniging Reahûs-Turns bedient zowel Roodhuis als Tirns. Verder is er in Tirns een biljartclub en jeu-de-boulesvereniging.

## Dorpshuis
Het dorp heeft een dorpshuis, Us Boppeslach geheten.

## Geboren in Tirns
- Siep van den Berg (1913-1998), kunstschilder en beeldhouwer.